# Perinereis akuna
Perinereis akuna är en ringmaskart som beskrevs av Wilson och Glasby 1993. Perinereis akuna ingår i släktet Perinereis och familjen Nereididae. Inga underarter finns listade i Catalogue of Life.